# Sarıyer Belediyesi Spor Kulübü 2016-2017
Questa voce raccoglie le informazioni riguardanti il Sarıyer Belediyesi Spor Kulübü nelle competizioni ufficiali della stagione 2016-2017.

## Organigramma societario
Area direttiva
- Presidente: Ayşe Semra Kartal

Area tecnica
- Allenatore: Gökhan Edman
- Allenatore in seconda: Erkan Kayacan
- Assistente allenatore: İbrahim Çadır
- Scoutman: Fikret Ceylan

## Rosa
| N° | Nome                | Ruolo | Data di nascita  | Nazionalità sportiva |
| -- | ------------------- | ----- | ---------------- | -------------------- |
| 1  | Melike Yılmaz       | C     | 19 gennaio 1995  | Turchia              |
| 2  | Sinem Bayazıt       | L     | 14 gennaio 1999  | Turchia              |
| 3  | Ivana Ðerisilo      | O     | 8 agosto 1983    | Serbia               |
| 4  | Ecenur Aksoy        | C     | 5 dicembre 1997  | Turchia              |
| 5  | Eva Janeva          | S     | 31 luglio 1986   | Bulgaria             |
| 6  | Rida Erlalelitepe   | S     | 22 luglio 1996   | Turchia              |
| 8  | Funda Bilgi         | L     | 8 aprile 1983    | Turchia              |
| 9  | Çağla Erdem         | S     | 18 giugno 1998   | Turchia              |
| 10 | Selin Uygur         | C     | 18 agosto 1992   | Turchia              |
| 11 | Miniriye Vatansever | S     | 3 novembre 1985  | Turchia              |
| 12 | Esra Gümüş          | S     | 2 ottobre 1982   | Turchia              |
| 14 | Nicole Fawcett      | O     | 16 dicembre 1986 | Stati Uniti          |
| 15 | Arelya Karasoy      | P     | 14 dicembre 1996 | Turchia              |
| 16 | Alexis Crimes       | C     | 12 giugno 1986   | Stati Uniti          |
| 17 | Zülfiye Gündoğdu    | P     | 30 dicembre 1982 | Turchia              |

## Statistiche

### Statistiche di squadra
| Competizione     | Punti | In casa | In casa | In casa | In trasferta | In trasferta | In trasferta | Totale | Totale | Totale |
| Competizione     | Punti | G       | V       | P       | G            | V            | P            | G      | V      | P      |
| ---------------- | ----- | ------- | ------- | ------- | ------------ | ------------ | ------------ | ------ | ------ | ------ |
| Sultanlar Ligi   | 12,3  | 11      | 3       | 8       | 11           | 1            | 10           | 28     | 7      | 21     |
| Coppa di Turchia | -     | 1       | 1       | 0       | 1            | 0            | 1            | 3      | 1      | 2      |
| Totale           | -     | 12      | 4       | 8       | 12           | 1            | 11           | 31     | 8      | 23     |

G = partite giocate; V = partite vinte; P = partite perse

### Statistiche dei giocatori
| Giocatrice      | Campionato | Campionato | Campionato | Campionato | Campionato | Coppa di Turchia | Coppa di Turchia | Coppa di Turchia | Coppa di Turchia | Coppa di Turchia | Totale | Totale | Totale | Totale | Totale |
| Giocatrice      | P          | PT         | AV         | MV         | BV         | P                | PT               | AV               | MV               | BV               | P      | PT     | AV     | MV     | BV     |
| --------------- | ---------- | ---------- | ---------- | ---------- | ---------- | ---------------- | ---------------- | ---------------- | ---------------- | ---------------- | ------ | ------ | ------ | ------ | ------ |
| E. Aksoy        | 1          | 0          | 0          | 0          | 0          | 0                | 0                | 0                | 0                | 0                | 1      | 0      | 0      | 0      | 0      |
| S. Bayazıt      | 20         | 2          | 2          | 0          | 0          | 3                | 0                | 0                | 0                | 0                | 23     | 2      | 2      | 0      | 0      |
| F. Bilgi        | 25         | 1          | 1          | 0          | 0          | 3                | 0                | 0                | 0                | 0                | 28     | 1      | 1      | 0      | 0      |
| A. Crimes       | 25         | 195        | 160        | 29         | 6          | 3                | 20               | 18               | 2                | 0                | 28     | 215    | 178    | 31     | 6      |
| I. Ðerisilo     | 14         | 149        | 120        | 16         | 13         | -                | -                | -                | -                | -                | 14     | 149    | 120    | 16     | 13     |
| Ç. Erdem        | 20         | 59         | 51         | 4          | 4          | 3                | 8                | 8                | 0                | 0                | 23     | 67     | 59     | 4      | 4      |
| R. Erlalelitepe | 23         | 35         | 29         | 2          | 4          | 3                | 21               | 12               | 3                | 6                | 26     | 56     | 41     | 5      | 10     |
| N. Fawcett      | 11         | 175        | 155        | 9          | 11         | 0                | 0                | 0                | 0                | 0                | 11     | 175    | 155    | 9      | 11     |
| E. Gümüş        | 25         | 223        | 174        | 30         | 19         | 3                | 45               | 42               | 0                | 3                | 26     | 268    | 216    | 30     | 21     |
| Z. Gündoğdu     | 22         | 16         | 11         | 2          | 3          | 3                | 0                | 0                | 0                | 0                | 25     | 16     | 11     | 2      | 3      |
| E. Janeva       | 26         | 319        | 265        | 24         | 30         | 3                | 47               | 42               | 0                | 5                | 29     | 366    | 307    | 24     | 35     |
| A. Karasoy      | 26         | 50         | 6          | 21         | 23         | 3                | 7                | 1                | 3                | 3                | 29     | 57     | 7      | 24     | 26     |
| H. Uygur        | 25         | 149        | 106        | 24         | 19         | 3                | 25               | 16               | 7                | 2                | 28     | 174    | 122    | 31     | 21     |
| M. Vatansever   | 26         | 19         | 14         | 0          | 5          | 2                | 0                | 0                | 0                | 0                | 28     | 19     | 14     | 0      | 5      |
| M. Yılmaz       | 20         | 57         | 24         | 24         | 9          | 2                | 3                | 1                | 2                | 0                | 22     | 60     | 25     | 26     | 9      |

P = presenze; PT = punti totali; AV = attacchi vincenti; MV = muri vincenti; BV = battute vincenti